# Roger Bertaz
Roger Bertaz (né le 13 janvier 1929 à Villeneuve (Italie)) est un coureur cycliste d'origine italienne, naturalisé français en décembre 1949. Professionnel durant les années 1950, il remporte notamment une étape de Paris-Nice 1953, qu'il termine à la troisième place.
Il est le petit-neveu de Maurice Garin, vainqueur de la première édition du Tour de France.

## Palmarès
- 1950
  - Paris-Troyes
  - 2e de Paris-Beauvais
  - 2e de Paris-Dolhain

- 1953
  - 1re étape de Paris-Côte d'Azur
  - 3e de Paris-Côte d'Azur
  - 3e du Tour de l'Oise

- 1959
  - 2e du championnat d'Auvergne